# Euprosopia aureovistita
Euprosopia aureovistita är en tvåvingeart som beskrevs av Frey 1964. Euprosopia aureovistita ingår i släktet Euprosopia och familjen bredmunsflugor.
Artens utbredningsområde är Myanmar. Inga underarter finns listade i Catalogue of Life.